# Kumlins måleri
Kumlins Måleri var ett svenskt måleriföretag. Det var Sveriges största med drygt 1 300 medarbetare. Företaget startades av Björn Kumlin 1941-2019 år 1967 i Örsundsbro, Uppland. Företaget var rikstäckande med 58 lokalkontor från Malmö i söder till Skellefteå i norr.[källa behövs]
Företaget köptes av Sandå Måleri vid årsskiftet 2007/2008. Sandå Måleri ägs av Procurator. Ägaren till Procurator är Håkan Roos.